# 吉本菜穂子
吉本 菜穂子（よしもと なほこ、1977年7月8日 - ）は、日本の女優。所属はノックアウト。

## 経歴・人物
埼玉県出身。早稲田大学中退。1997年、早稲田大学演劇研究会に入会した。1998年に「劇団チャリT企画」の旗揚げに参加し、2004年退団した。2011年まで「劇団、本谷有希子」の公演に常連として参加した。特技はアコーディオン、ピアノ、英会話。

## 出演

### テレビドラマ
- 劇団演技者。 「石川県伍参市」（2005年、フジテレビ） - 椚志絵
- 相棒（テレビ朝日）
  - Season4　第8話（2005年） - 座間繁子
  - Season13　第6話（2014年） - 橋本百合
  - Season21　第16話（2023年） - 斉藤千春
- Xenos（2007年、テレビ東京） - 佐野良美の母
- ゴンゾウ 伝説の刑事（2008年7月2日 - 9月10日、テレビ朝日） - 田端ルミ子
- 週刊真木よう子 第11話（2008年6月11日、テレビ東京） - リンゴちゃん
- 歓喜の歌（2008年9月7日、北海道テレビ・テレビ朝日） - 荒木涼子
- ゴッドハンド輝 最終話（2009年5月16日、TBS） - タケシの母 役
- 深夜食堂（MBS） - OL・カナ（「お茶漬けシスターズ」）
  - 深夜食堂（第1部）第3話・第5話・第8話・第10話（2009年10月24日・11月7日・28日・12月12日）
  - 深夜食堂2（第2部）第11話・第20話（2011年10月14日・12月16日）
  - 深夜食堂（第3部）第24話・第25話・第30話（2014年11月10日・17日・12月24日）
  - 深夜食堂 -Tokyo Stories-（第4部）第32話・第36話 - 第38話・第40話（2016年）
- 裁判長!ここは懲役4年でどうすか 第8話（2009年12月10日、読売テレビ・日本テレビ） - 根府川雅子（若年期）
- 7万人探偵ニトベ 第6話（2009年5月28日、BS朝日）
- 臨場 第9話（2009年6月17日、テレビ朝日） - 内川仁美
- HTBスペシャルドラマ「ミエルヒ」（2009年12月19日、北海道テレビ） - 岡村千佳
- 警視庁捜査一課9係 第5シリーズ 第3話（2010年7月14日、テレビ朝日） - 篠田明日香
- 遺留捜査 第8話（2011年6月1日、テレビ朝日） - 岩井理恵子
- 女タクシードライバーの事件日誌 第6作「スカイツリーは見ていた!」（2012年1月15日、TBS） - 久子
- ブラックボード〜時代と戦った教師たち〜 第一夜（2012年4月5日、TBS） - 野村美佐江
- HTBスペシャルドラマ「幸せハッピー」（2012年12月15日、北海道テレビ） - 勝又琴絵
- GTO 正月スペシャル! 冬休みも熱血授業だ（2013年1月2日、関西テレビ・フジテレビ） - 立花裕子
- パンとスープとネコ日和（2013年7月21日 - 8月11日、WOWOW） - 面接の主婦
- 翳りゆく夏（2015年1月18日 - 2月15日、WOWOW） - 澤田弥生
- 硝子の葦（2015年2月21日 - 3月14日、WOWOW） - 本田聡子
- NHK 大河ドラマ「真田丸」（2016年、NHK総合） - うた
- 昔話法廷 第4話『アリとキリギリス』裁判	（2016年8月3日、NHK Eテレ） - アリの妻（声の出演） 役[2]
- やけに弁の立つ弁護士が学校でほえる 第4話（2018年5月12日、NHK総合） - 小嶋綾子
- やすらぎの刻〜道（2019年、テレビ朝日） - 郡司先生
- W県警の悲劇 第3話（2019年8月10日、BSテレ東） - 安岡鑑識官
- 科捜研の女 Season19 第22話（2019年11月28日、テレビ朝日） - 石川日菜子 役
- お耳に合いましたら。 第9話（2021年9月10日、テレビ東京） - 西園寺静香 役
- ホスト相続しちゃいました（2023年4月18日 - 7月4日、関西テレビ・フジテレビ） - 岡村明見 役
- RoOT / ルート（2024年4月3日 - 6月5日、テレビ東京）[3][4]
- ソロ活女子のススメ4 第8話（2024年5月23日、テレビ東京）[5] - 母 役

### 映画
- 東京タワー 〜オカンとボクと、時々、オトン〜（2007年） - みえ子おばさん（若年期） 役
- 腑抜けども、悲しみの愛を見せろ(2007年）
- 歓喜の歌（2008年） - 亀田紀子 役
- ザ・マジックアワー（2008年）
- 八日目の蟬（2011年） - 仁川康枝 役
- まほろ駅前多田便利軒（2011年） - 由良の母 役
- 探偵はBARにいる2 ススキノ大交差点（2013年）
- 自分の事ばかりで情けなくなるよ（2013年）
- 私の男（2014年） - 海上保安官 役
- 映画 深夜食堂（2015年） - カナ 役
- 人の望みの喜びよ（2016年） - 高木雅子 役
- 続・深夜食堂（2016年） - カナ 役
- 素敵なダイナマイトスキャンダル（2018年）
- 人魚の眠る家（2018年）
- 鈴木家の嘘（2018年） - 日比野さつき 役
- ミドリムシの夢（2019年） - 幸恵 役[6]
- 違国日記（2024年） - 楢美知子 役[7]

### 舞台
- 腑抜けども、悲しみの愛を見せろ（2004年）
- 乱暴と待機（2005年）
  - 劇団、本谷有希子には第7回公演から第14回公演まで連続出演している。
- その夜明け、嘘。（2009年）
- ギルバート・グレイプ（2011年）
- クレイジーハニー（2011年8月5日-9月14日、PARCO劇場他）
- ラブリーベイベー
  - （東京公演：2011年10月28日-11月13日、東京グローブ座）
  - （大阪公演：2011年11月17日-20日、シアター・ドラマシティ）
- ベット&メイキングス第1回公演「墓場、女子高生」（2012年2月1日 - 5日、座・高円寺）
- レインマン（2018年）
- 銀行強盗にあって妻が縮んでしまった事件[8]
  - （東京公演：2024年4月1日 - 14日、日本青年館ホール）
  - （大阪公演：2024年4月20日・21日、COOL JAPAN PARK OSAKA WWホール）
  - （愛知公演：2024年4月26日 - 28日、御園座）